# Конрад VIII фон Кирхберг
Конрад VIII (VII) фон Кирхберг (на немски: Konrad VIII (VII) von Kirchberg; * ок. 1415; † 5 юни 1470) е граф на Кирхберг, южно от Улм.

## Произход
Той е големият син на граф Еберхард VI фон Кирхберг († 1440) и съпругата му графиня Агнес фон Верденберг-Хайлигенберг-Блуденц († 1436), вдовица на граф Хайнрих VI фон Ротенбург († 1411), дъщеря на граф Албрехт III фон Верденберг-Хайлигенберг-Блуденц († 1420) и Урсула фон Шаунберг († 1412). По-малкият му брат е Еберхард VII фон Кирхберг († 4 юли 1472).

## Фамилия
Конрад VIII се жени през 1436 г. за графиня Анна фон Фюрстенберг-Баар (* ок. 1426; † сл. 19 юни 1481), дъщеря на граф Хайнрих V фон Фюрстенберг († 1441) и втората му съпруга Анна фон Тенген-Неленбург († 1427). Те имат децата:
- Анна (* ок. 1436; † 10 март 1484), омъжена на 5 август 1451 г. във Вуленщетен, Бавария, за Георг II, трушсес фон Валдбург-Цайл-Валдзе (* ок. 1428; † 10 март 1482)
- Конрад IX (VIII) († 24 май 1460)
- Вилхелм III († 22 март 1488), женен за Елизабет фон Ербах-Ербах († сл. 1476)
- Херман
- Фридрих
- Еберхард († 1464)
- Вилхелм
- Бернхард